# Ti saluto, vado in Abissinia
Ti saluto, vado in Abissinia (Je te salue, je vais en Abyssinie) est l'une des chansons italiennes des troupes militaires composées à l'occasion de la guerre italo-éthiopienne de 1935-1936. Elle occupe la face B du 78 tours de Faccetta nera. Elle apparaît dans le film de propagande de même nom de 1935.

## Histoire
Le texte est écrit par Pinchi, sur une musique de Renzo Oldrati Rossi. La partition est publiée en 1935 aux éditions Ritmi e Canzoni de Milan. La chanson est un succès immédiat avec l'interprétation de Crivel, mais elle est bientôt interprétée et enregistrée par divers autres ténors légers populaires de l'époque, tels que Aldo Masseglia, Fernando Orlandis, Miscel, Renzo Mori, Guido Serpelloni pour les labels de l'époque : Durium, Fonit, Columbia, Grammofono, Fonotecnica,.

## Analyse
Les paroles décrivent les scènes de départ qui se succèdent en permanence dans toute l'Italie lors de ces mois. Ces scènes contribuent à l'implication massive de la population, à la construction et à la consolidation du consentement basé sur de grandes attentes. Au départ des soldats, leurs proches sont présents et des hymnes, discours officiels, distribution de cigarette et lancer de fleurs ont lieu. Dans cette chanson, la guerre en Afrique prend l'apparence d'un voyage touristique.
Cette période de conquête est marquée par le triomphalisme, ce que dénotent des chansons comme celle-ci. Il s'agit de détourner les yeux des problèmes que connaît l'Italie fasciste.

## Postérité
En 1970, la chanson est incluse dans le disque numéro 23 de l'encyclopédie musicale La canzone italiana de Fratelli Fabbri Editori, avec Faccetta nera, Adua et Carovane del Tigrai. La même année, elle apparaît dans le 33 tours L'Italia ha cento anni. Cento anni di canzoni, inni, marce, poesie, discorsi de la maison de disques Signal, aux côtés de plus de cinquante autres titres.
En 1998, le titre de la chanson est utilisé pour une exposition et son catalogue, qui documentent l'extraordinaire consensus obtenu par la propagande de guerre fasciste à l'occasion de la campagne éthiopienne, mais aussi sa fragilité.
En 2016, le titre est de nouveau utilisé dans le titre d'un livre qui rapporte les souvenirs d'un soldat appelé pour la guerre d'Éthiopie, au cours de laquelle il passe de l'illusion d'une aventure passionnante à la désillusion de la brutalité des actions militaires et à la maturation antifasciste.